# FU Tauri
 (janvier 2014).
Si vous disposez d'ouvrages ou d'articles de référence ou si vous connaissez des sites web de qualité traitant du thème abordé ici, merci de compléter l'article en donnant les références utiles à sa vérifiabilité et en les liant à la section « Notes et références ».
FU Tauri (en abrégé FU Tau) est un système binaire de naines brunes situées à une distance d'environ 140 parsecs du Soleil, dans la constellation zodiacale du Taureau.

## Environnement stellaire
FU Tauri est située à seulement 100 années-lumière des Pléiades.

## Système binaire
FU Tauri A est une naine rouge de type M7.25. C'est une variable de type T Tauri.
FU Tauri B est une naine brune de type M9.25.
Les deux étoiles sont séparées de 700 unités astronomiques.

## Planète
Une planète de quinze fois la masse de Jupiter, FU Tauri b a été découverte en orbite à 800 unités astronomiques autour de FU Tau.